# Сташино
Сташино (бел. Сташына) — деревня в составе Буйничского сельсовета Могилёвского района Могилёвской области Республики Беларусь.
Расположена в 10 километрах на запад от Могилёва и в 7,5 километрах от платформы Тишовка железной дороги Могилёв — Осиповичи. Вдоль восточной стороны деревни протекает река Лахва (приток Днепра).

## История
В 1646 году упоминается как двор Пясечна в Оршанском повете ВКЛ. В 1847 году деревня Сташин (она же также Песчаное (бел. Пясчанае, Пясэчна)) была центром поместья, собственность помещика, который владел в 1874 году 1047 десятинами земли, мельницей и трактиром. По переписи 1897 года деревня состояла из 17 дворов и 147 жителей. Неподалёку располагался хутор Сташин (он же Мосянки (бел. Масянкі)), где был 1 двор и 14 жителей. В 1909 году деревня насчитывает 22 двора и 169 жителей. В 1909 году была открыта школа, в которой в 1925 году обучался 41 ученик и действовал драматический кружок. В 1926 году в деревне 43 двора и 222 жителя. В 1930 году организован колхоз «Красный Сташин», который в 1933 году объединял 14 хозяйств. В 1940 году в деревне 50 дворов и 251 житель. Во время Великой Отечественной войны с июля 1941 года по 27 июня 1944 года была оккупирована немецкими войсками. В апреле 1944 года сожжена немцами, убито 9 жителей. После войны отстроена. В 1990 году Сташино состояло из 33 хозяйств и 67 жителей, деревня относилась к колхозу «Маяк коммунизма» (центр в деревне Тишовка), здесь размещалась свиноводческая ферма.

## Известные люди
- Виктор Кузьмич Поджаров (1925 — 1998) — ученый в области мелиорации, рекультивации и охраны окружающей среды, доктор сельскохозяйственных наук, профессор, заслуженный лесовод БССР[4].